# Холокост в Кличевском районе
Холокост в Кли́чевском районе — систематическое преследование и уничтожение евреев на территории Кличевского района Могилёвской области оккупационными властями нацистской Германии и коллаборационистами в 1941—1944 годах во время Второй мировой войны, в рамках политики «Окончательного решения еврейского вопроса» — составная часть Холокоста в Белоруссии и Катастрофы европейского еврейства.

## Геноцид евреев в районе
Кличевский район был полностью оккупирован немецкими войсками в начале июля 1941 года, и оккупация продлилась почти три года — до конца июня 1944 года. (Однако уже в 1942 году благодаря созданию Кличевской партизанской зоны в марте была восстановлена советская власть в Кличеве и также на части территории района.
Нацисты включили Кличевский район в состав территории, административно отнесённой к зоне армейского тыла группы армий «Центр». Комендатуры — полевые (фельдкомендатуры) и местные (ортскомендатуры) — обладали всей полнотой власти в районе.
Для осуществления политики геноцида и проведения карательных операций сразу вслед за войсками в район прибыли карательные подразделения войск СС, айнзатцгруппы, зондеркоманды, тайная полевая полиция (ГФП), полиция безопасности и СД, жандармерия и гестапо.
Во всех крупных деревнях района были созданы районные (волостные) управы и полицейские гарнизоны из коллаборационистов.
Одновременно с оккупацией нацисты и их приспешники начали поголовное уничтожение евреев. «Акции» (таким эвфемизмом гитлеровцы называли организованные ими массовые убийства) повторялись множество раз во многих местах. В тех населенных пунктах, где евреев убили не сразу, их содержали в условиях гетто вплоть до полного уничтожения, используя на тяжелых и грязных принудительных работах, от чего многие узники умерли от непосильных нагрузок в условиях постоянного голода и отсутствия медицинской помощи.
За время оккупации практически все евреи Кличевского района были убиты, а немногие спасшиеся в большинстве воевали впоследствии в партизанских отрядах.
Евреев в районе убивали в посёлке Кличев, деревнях Дулебня, Кутин, Липница и других местах.

## Гетто

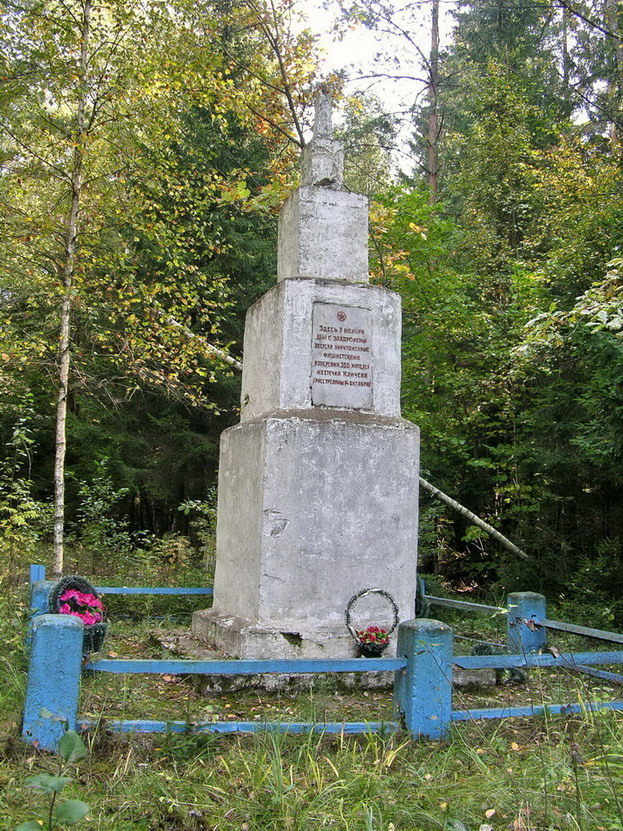
Памятник на месте расстрела евреев у деревни Поплавы

Оккупационные власти под страхом смерти запретили евреям снимать желтые латы или шестиконечные звезды (опознавательные знаки на верхней одежде), выходить из гетто без специального разрешения, менять место проживания и квартиру внутри гетто, ходить по тротуарам, пользоваться общественным транспортом, находиться на территории парков и общественных мест, посещать школы.
Реализуя нацистскую программу уничтожения евреев, немцы создали на территории района одно гетто — в Кличеве, в котором с лета 1941 года до 14 октября 1941 года погибли более 600 евреев.

## Случаи спасения и «Праведники народов мира»
Во время расстрела кличевских евреев в Поплавах выжить удалось единицам. Из братской могилы выбрались парикмахер Бреслав, сестра его жены и ещё один человек. Кузнец Мойша спрятался в борозде и спасся от расстрела. Одна раненная 28-летняя еврейка ночью выбралась из ямы, пряталась в деревне, но через год её всё равно выдали и расстреляли.
В деревне Закупленье семья Силиных спасла Моту Гиршевича Сахрая.
В Кличевском районе 2 человека — Скрипко Александра и Дыбаль (Скрипко) Мария — были удостоены почетного звания «Праведник народов мира» от израильского мемориального института «Яд Вашем» «в знак глубочайшей признательности за помощь, оказанную еврейскому народу в годы Второй мировой войны». Звание было присвоено за спасение Рубинчик Цили в деревне Голубок (по другим данным — в деревне Новый Остров).

## Память
Опубликованы неполные списки жертв геноцида евреев в Кличевском районе.
Памятники убитым евреям Кличевского района установлены на месте расстрела евреев Кличева около деревни Поплавы в урочище «Лесное» и в деревне Дулебня (на месте убийства 13 членов семьи Кацнельсонов — дети приехали на каникулы к бабушке и дедушке, немцы сбросили тела в колодец, а местные жители их вынули и похоронили).